# Bisdom Pescia

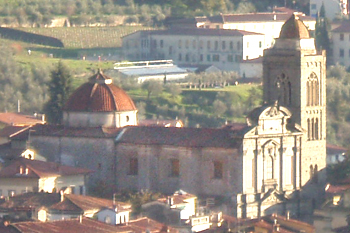
Kathedraal van Pescia

Het bisdom Pescia (Latijn: Dioecesis Pisciensis; Italiaans: Diocesi di Pescia) is een in Italië gelegen rooms-katholiek bisdom met zetel in de stad Pescia in de provincie Pistoia. Het bisdom behoort tot de kerkprovincie Pisa en is, samen met de bisdommen Livorno, Massa Carrara-Pontremoli en Volterra, suffragaan aan het aartsbisdom Pisa.

## Geschiedenis
Op 15 april 1519 richtte paus Leo X de Territoriale prelatuur Pescia op. Deze prelatuur werd op 17 maart 1727 door paus Benedictus XIII verheven tot bisdom. Als immediatum stond het onder direct gezag van de Heilige Stoel. In 1784 werd in het bisdom een priesterseminarie gesticht.
Op 1 augustus 1856 stelde paus Pius IX Pescia met de apostolische constitutie Ubi primum suffragaan aan het aartsbisdom Pisa.

## Bisschoppen van Pescia
- 1728–1737: Bartolomeo Pucci Franceschi
- 1738–1741: Francesco Gaetano Incontri, vervolgens aartsbisschop van Florence
- 1742–1772: Donato Maria Arcangeli
- 1773–1803: Francesco Vincenti
- 1804–1833: Giulio Rossi
- 1835–1837: Giovanni Battista Rossi, vervolgens bisschop van Pistoia-Prato
- 1839–1843: Vincenzo Menchi, vervolgens bisschop van Fiesole
- 1847–1854: Pietro Niccolò Forti
- 1855–1896: Giovanni Antonio Benini
- 1897–1898: Giulio Matteoli, vervolgens bisschop van Livorno
- 1898–1907: Donato Velluti Zati di San Clemente
- 1907: Giulio Serafini, vervolgens studieprefect van het Pauselijk Romeins Seminarie en titulair bisschop van Lampsacus
- 1907–1950: Angelo Simonetti
- 1951–1977: Dino Luigi Romoli OP
- 1977–1993: Giovanni Bianchi
- 1993–2015: Giovanni De Vivo
- 2015-heden:Roberto Filippini